# سيدي عمار (المغرب)
سيدي عمار هي قرية وجماعة قروية تقع في إقليم خنيفرة بجهة بني ملال خنيفرة، المغرب، وبلغ عدد سكانها 2157 نسمة حسب الإحصاء العام للسكان والسكنى لسنة 2014.